# Artist-in-residence
Artist-in-residence (AIR), eller artist in residence (en ungefärlig översättning skulle kunna vara konstnär på vistelseort) och kallas ibland för residenskonstnär, är konstnärer, författare, akademiker, curatorer eller någon annan verksam inom ett kreativt område som genom ett residensprogram, institution, stad eller arbetsplats fått möjlighet att bo och verka under en tidsbegränsad period i en annan miljö än den vanliga. Det kan exempelvis röra sig om en annan typ av arbetsmiljö än vanligt, en annan stad eller ett annat land. Residensprogram initieras för att öka utbyte av kunskap, skapa samarbeten, utveckla nya idéer och produkter men även för att ge utrymme för reflektion, nya influenser, bredda kontaktytor, och utforska det egna skapandet i en ny kontext. Funktionen har ibland beskrivits som en sorts praktikplats. Artist-in-residence-program har förekommit i den internationella konstvärlden sedan senare delen av 1800-talet. Lydia Shackleton var redan 1884 artist-in-residence i Dublin.

## Composer-in-residence
Composer in residence, eller composer-in-residence, på svenska ibland hustonsättare, innebär ett tidsbegränsat uppdrag för en tonsättare att skriva musik för en speciell orkesterinstitution, ensemble, radiokanal eller musikfestival.